# Грасини (Кунео)
Грасини је насеље у Италији у округу Кунео, региону Пијемонт.
Према процени из 2011. у насељу је живело 112 становника. Насеље се налази на надморској висини од 603 м.